# Sandra Reemer

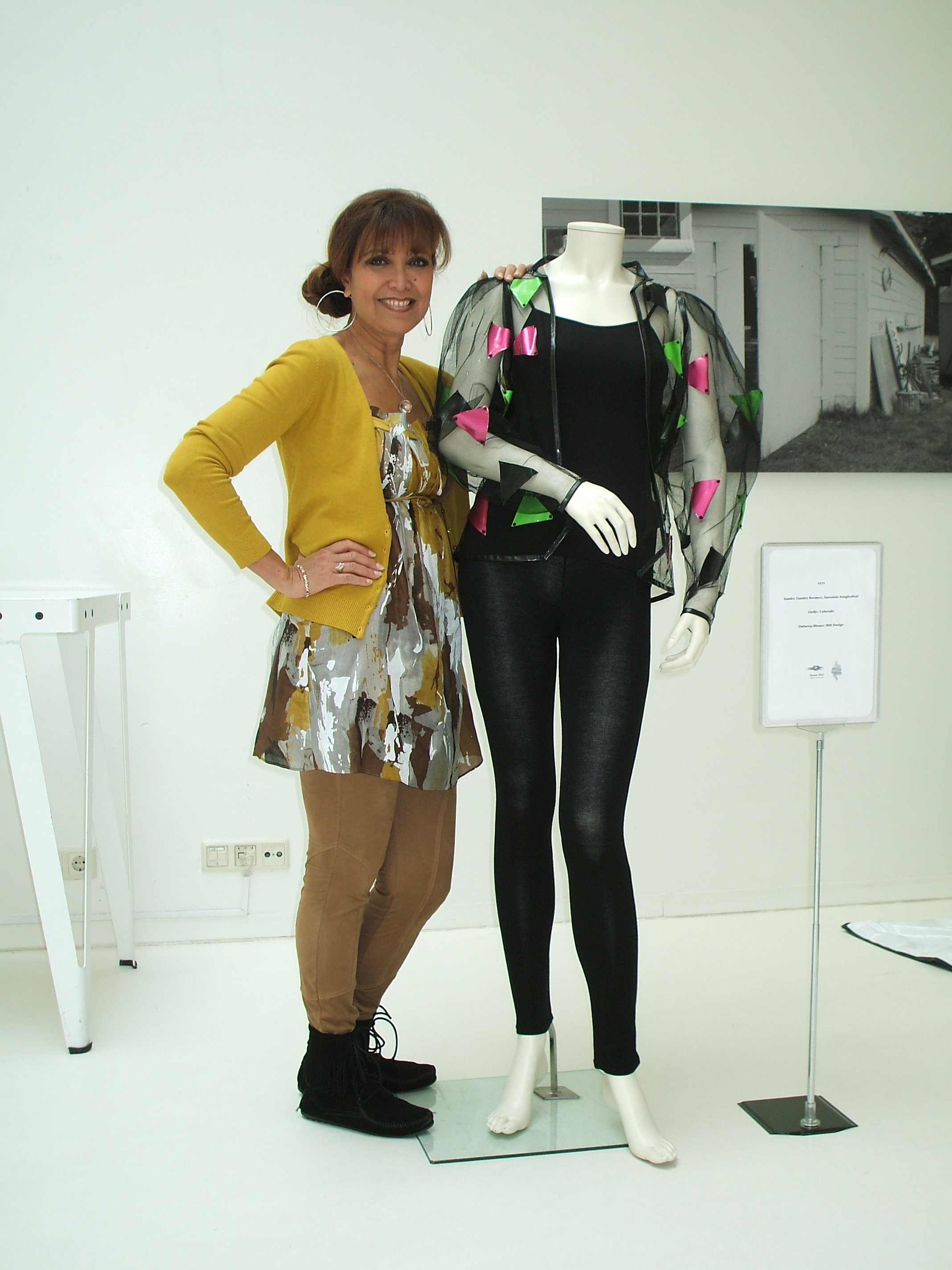
Sandra Reemer em 2010 mostrando a roupa que usou no Festival Eurovisão da Canção 1979

Barbara Alexandra "Sandra" Reemer (Bandungue, Indonésia, 17 de outubro de 1950 – Amesterdão, 6 de junho de 2017) foi uma cantora e apresentadora de televisão holandesa de descendência javanesa e também chinesa. Ela ficou mais conhecida na Europa ao representar os Países Baixos no Festival Eurovisão da Canção 1979, creditado numa banda denominada Xandra Group, formada por ela, Okkie Huysdens, Mac Sell,  Ferdy Lancee e Paul Vink). Ela participou no Festival Eurovisão por três vezes, sendo ela e Corry Brokken, os cantores que mais vezes participaram naquele concurso, representando os Países Baixos.  Em 1972, ela cantou o tema "Als het om de liefde gaat" (em português "Quando é sobre amor) num dueto com Dries Holten que foi creditado no certame como "Sandra & Andres, terminando a competição em 4.º lugar, tendo recebido um total de 106 pontos. Em 1976, ela interpretou a solo através do seu nome verdadeiro, cantando o tema "The Party's Over, que terminou em 6.º lugar, tendo recebido um total de 56 pontos. Em 1979, cantou com uma banda Xandra Group canção "Colorado," que terminou em 12.º lugar, tendo obtido um total de 51 pontos. Mais tarde, ela participou no mesmo certame como corista em 1983, na canção  "Sing me a song" interpretada por Bernadette.

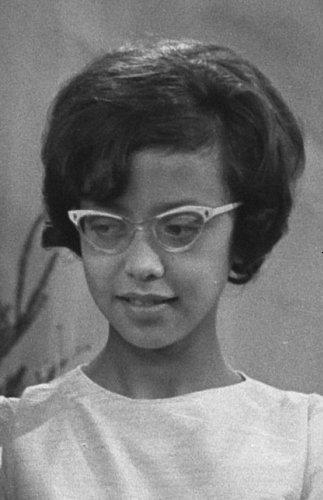
Sandra Reemer em 1962

Morreu em 6 de junho de 2017, aos 66 anos, de câncer de mama.

## Discografia

### Álbuns
- "The best of my love" (1987)
- "Unforgettable" (1989)
- "She's the one (1990)

### Singles
- "Love me, honey" (1975)
- "The party's over" (1976)
- "This is your heartbeat" (1977)
- "Colorado" (1979), em neerlandês e inglês. Algum sucesso internacional, em especial na Suécia.
- "Get it on" (1982)
- "Gold" (1986"
- "All out of love" (1987"
- "Laughter in the rain (1988)
- "Goodnight sweetheart, goodnight" (1989)
- "La colegiala" (1990)
- "Koningin van alle mensen"(2013), entre outros cantores neerlandeses.

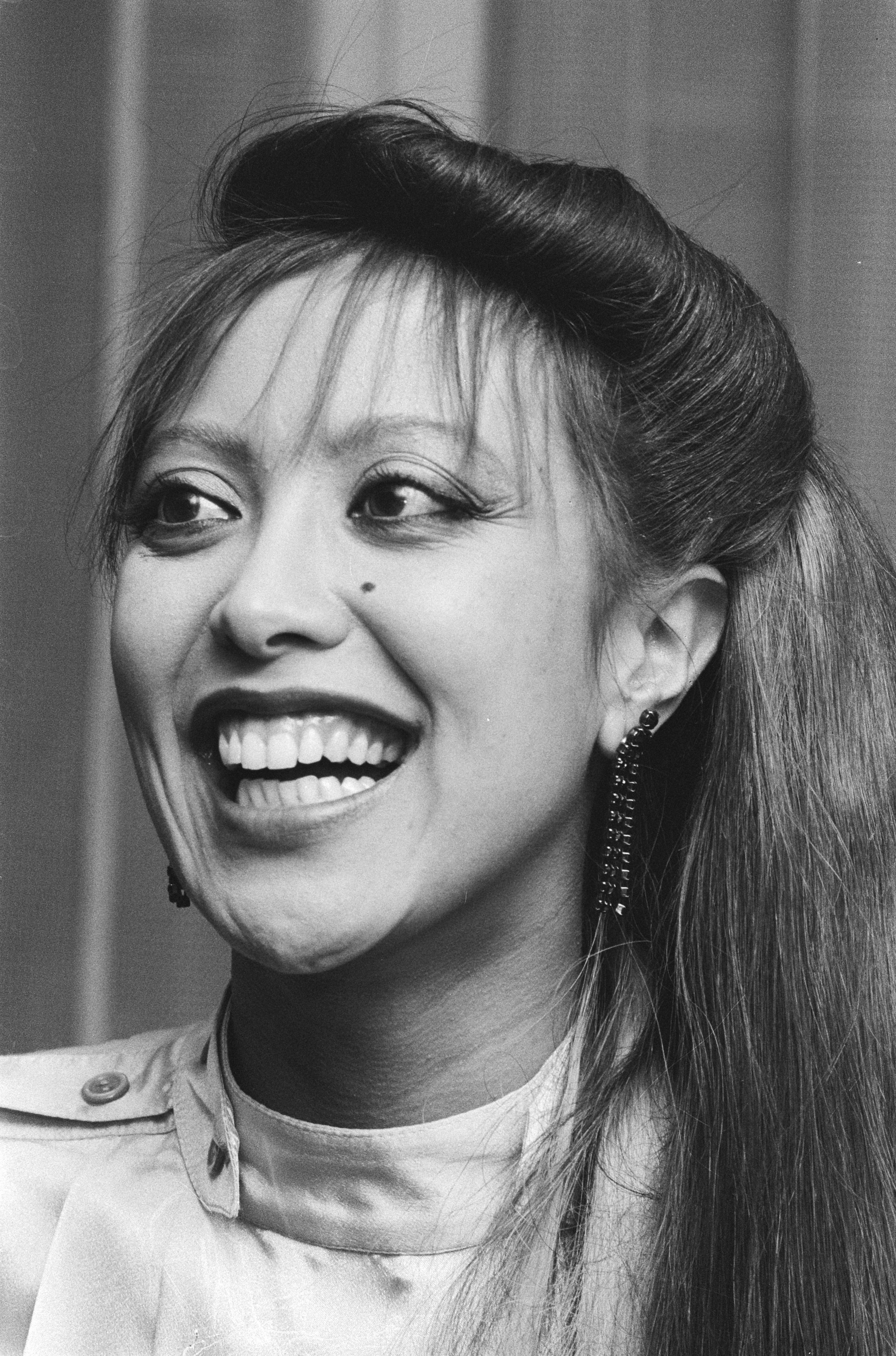
Sandra Reemer em fevereiro de 1979, após ter vencido a final neerlandesa